# Charles Koffi Diby
Charles Koffi Diby est un économiste et homme politique ivoirien né le 7 septembre 1957 à Bouaké  (AOF) et mort le 7 décembre 2019 à Abidjan (Côte d'Ivoire).
Il fut ministre délégué chargé de l'Économie et des Finances dans le gouvernement de Charles Konan Banny jusqu'en 2007, année depuis laquelle il occupe le poste de ministre de l'Économie et des Finances dans les gouvernements de Guillaume Soro et Jeannot Kouadio-Ahoussou. Il est membre de plusieurs conseils d'administration d'entreprises étatiques et fut le président du conseil d'administration de la compagnie aérienne nationale Air Ivoire. Il fut aussi le directeur général du Trésor public de Côte d'Ivoire jusqu'en février 2008.
En 2007, il publie un ouvrage qui s'intitule Management des services publics en Afrique édité chez Hachette, dans lequel il pose le problème de la gestion saine de l’administration.

## Biographie

### Enfance
Né le 7 septembre 1957 à Bouaké, Charles Koffi Diby est le fils de Mathurin Diby et de Jeanne Yao Kra.

### Études
Charles Diby est diplômé du cycle supérieur de l’École nationale d'administration (option : Trésor) ; diplômé du cycle supérieur de l'Institut international d'administration publique (IIAP) de Paris (France) ; titulaire d'une Maîtrise et licence en sciences sociales de l'Université d'Abidjan ; titulaire d'un bac A.

### Fonctions occupées
En novembre 1984, Charles Koffi Diby devient chargé de vérification des postes comptables à l'Inspection générale du Trésor ; en mars 1985 il est nommé chef de service visa solde à l'agence comptable centrale des dépenses publiques (ACCDP) et agent-comptable auprès de l'institut national de la jeunesse et des sports (INJS). En 1990, il est nommé agent-comptable auprès de l'institut national de la formation technique professionnelle (INFTP) ; l'année suivante, il devient fondé de pouvoir à l'agence comptable centrale des dépenses publiques (ACCDP), et enseignant vacataire à l'École nationale d'administration. En 1993, il est nommé trésorier départemental de Bondoukou et receveur municipal de Bondoukou Nassian. L'année suivante il occupe les mêmes fonctions mais à Daoukro.
De 1997 à 1998, il fut agent comptable central des dépenses publiques à la Direction générale de la comptabilité publique et du Trésor, puis payeur général du Trésor en janvier 1998. Le 4 mai 2001, il devient directeur général du Trésor et de la comptabilité publique, après appel à candidature.
De 2001 à 2007, Charles Koffi Diby a été Président du Conseil d'Administration de la Société Nouvelle Air Ivoire. Du 17 janvier 2008 au 31 décembre 2009, il a été président du conseil des ministres de l'UEMOA. De juin 2009 à novembre 2012, il a été président du conseil des gouverneurs de la Banque d'investissement et de développement de la CEDEAO (BIDC). De 2012 à 2013, il a été le Président du Conseil des Ministres de la CEDEAO. Il a aussi été  président du conseil des gouverneurs du Fonds africain de garantie et de coopération économique (FAGACE).
Il fut ministre délégué auprès du Premier ministre, chargé de l'Économie et des Finances, dans le gouvernement Banny de 2005 à 2007, puis ministre de plein exercice dans les gouvernements Soro I, II, III,IV. Le 13 mars 2012, il est reconduit comme ministre de l'Économie et des Finances dans le gouvernement Kouadio-Ahoussou. Il a été nommé Ministre des Affaires Étrangères le 21 novembre 2012 dans le gouvernement Kablan Duncan IV.
Charles Koffi Diby avait été membre du Grand Conseil du Parti démocratique de Côte d'Ivoire. Il est élu avec l'étiquette PDCI lors des élections législatives de 2011, dans la sous-préfecture de Bouaflé, puis Président du Conseil régional de la Marahoué pour un mandat de 2013 à 2018.
Le 16 juin 2016, il est nommé président du Conseil économique, social, environnemental et culturel de Côte d’Ivoire.

### Décès
Charles Koffi Diby meurt d'une anorexie sévère le 7 décembre 2019 à Abidjan, à l'âge de 62 ans,.

## Récompenses et honneurs
- Commandeur, officier et chevalier dans l'Ordre national de la République de Côte d'Ivoire
- Commandant de la Légion d'Honneur de France
- Docteur Honoris-Causa de l'Université de Montesquieu d'Abidjan.
- Désigné meilleur ministre des Finances de l'année 2010 par le Financial Times et Emerging Markets pour l'Afrique puis à nouveau en 2013. C'est la première fois qu'un ministre africain francophone gagne ces trois prix.

## Livre
- 2007 : Management des services publics en Afrique : retour d’expérience … des raisons d’espérer[5] - 2e Édition, Hachette Livre International[6]